# Helmuth Hübener
Helmuth Günther Guddat Hübener (Amburgo, 8 gennaio 1925 – Berlino, 27 ottobre 1942) fu un ragazzo tedesco oppositore del regime nazista. Fu la persona più giovane ad essere giustiziata per questo: venne ucciso a 17 anni mediante decapitazione con la ghigliottina.

## Biografia
La famiglia di Helmuth non aveva particolari opinioni politiche ed era religiosa della confessione della Chiesa di Gesù Cristo dei santi degli ultimi giorni, noti principalmente come mormoni. Era figlio di Emma Guddat Kunkel, probabilmente vedova, che lavorava per mantenere Helmuth e i suoi due fratellastri maggiori, Hans e Gerhard. I figli perciò passavano gran parte del tempo con la nonna Wilhemine Sudrow, che viveva poco distante. Nel 1939 la madre sposò Hugo Hübener, un operaio edile, già membro del Partito Nazista, che adottò Helmuth. Il marito sembra non gradisse i mormoni ed Emma, dopo sposata, diradò la sua frequenza religiosa, forse per venire incontro al desiderio del nuovo marito. Helmuth e i suoi fratelli, invece, proseguirono a frequentare la Chiesa con la nonna.
Dopo aver trascorso l'infanzia e l'adolescenza tra i boy-scout, tradizionalmente sostenuti dai mormoni e che nel 1935 furono osteggiati e banditi dal nazismo, Hübener si iscrisse, come era obbligo per i giovani, alla Gioventù hitleriana, ma decise di abbandonarla dopo la Notte dei cristalli nel 1938, una notte di terrore, divampata in tutta la Germania contro gli ebrei, nel corso della quale vennero distrutte sinagoghe, negozi ed abitazioni ebraiche ed uccisi e feriti migliaia di cittadini ebrei ed alla quale prese parte anche la stessa Gioventù hitleriana. Qualche polemica e qualche "pettegolezzo" venne registrato fra i mormoni stessi, riferito a Hübener dall'amico Rudolf Wobbe, secondo cui anche tra loro ci sarebbero stati alcuni simpatizzanti e filo-nazisti, per quanto la maggioranza si dichiarasse come non nazista o addirittura anti-nazista.
Finita la scuola nel 1941, iniziò a lavorare ad Amburgo come stagista presso un ufficio di collocamento ("Sozialbehörde"), dove fece la conoscenza di altri apprendisti. Nell'estate dello stesso anno Hübener scoprì la radio a onde corte del fratello Gerhard, trovata in un armadio, che un soldato di ritorno dalla Francia gli aveva regalato. Ascoltava soprattutto i programmi della BBC in lingua tedesca e coinvolse altri tre ragazzi: Rudolf Wobbe, un fabbro di 16 anni, Karl-Heinz Schnibbe, un apprendista pittore di 17 anni e, in seguito, Gerhard Düwer, un tirocinante amministrativo di 17 anni, a stenografare e a trascrivere i testi per comporre volantini contro la guerra, per evidenziare la dittatura criminale di Hitler, di Goebbels e di altri gerarchi e mostrare quanto fossero distorte le notizie che i nazisti diffondevano tra la gente sulla guerra. Scrisse dell'inutilità stessa della guerra, della inevitabile sconfitta tedesca e delle violenze perpetrate dalla Gioventù hitleriana. Alla fine del 1941 distribuirono 60 opuscoli, per un totale di circa 5000 copie, in alcuni quartieri di Amburgo, contenenti testi raccolti da registrazioni radiofoniche inglesi.
In un opuscolo scrisse, per esempio:
“Ragazzi tedeschi! Conoscete il paese senza libertà, il paese del terrore e della tirannia? Sì, lo conoscete bene, ma avete paura di parlarne. Vi hanno intimidito a tal punto che non osate parlare per paura delle rappresaglie. Sì, avete ragione, è la Germania – la Germania di Hitler! Attraverso le loro tattiche di terrore senza scrupoli contro giovani e anziani, uomini e donne, sono riusciti a farvi diventare burattini senza spina dorsale per eseguire i loro ordini.”
Quello di Helmuth, peraltro, non fu un caso isolato: sappiamo che anche in altre città del Terzo Reich, nel 1942-1943, si ebbero casi simili: il cattolico Walter Klingenbeck a Monaco di Baviera, condannato a morte e giustiziato nel 1943, mentre altri due suoi amici furono condannati a pene detentive; il liceale Josef Landgraf a Vienna, dapprima condannato a morte nel 1942 ed in seguito graziato.

### L'arresto e l'esecuzione
Venne denunciato alla Gestapo da un suo superiore, membro del Partito, Heinrich Mohn, dove prestava servizio, mentre stava facendo tradurre in francese uno degli opuscoli per i prigionieri di guerra. L'11 agosto 1942, all'età di 17 anni, Hübener fu processato, come fosse un adulto, dal Tribunale popolare speciale ("Volksgerichtshof") di Berlino, che aveva giurisdizione in materia di tradimento, famoso per i processi sommari. Hübener fu condannato a morte. Il processo si svolse molto frettolosamente, in un giorno soltanto, e anche gli altri due imputati furono condannati: Schnibbe a 10 anni di carcere e Wobbe a 4 anni. Dopo la lettura della sentenza, egli pronunciò la frase: "Ora devo morire, anche se non ho commesso alcun crimine. Quindi ora tocca a me, ma verrà il vostro turno". Il tribunale lo valutò come un atteggiamento di sfida da parte sua; invece, in questo modo, Helmuth stava solo cercando di salvare i suoi amici, dichiarandosi il solo responsabile.
Nonostante le richieste di clemenza da parte dei familiari, la sentenza fu confermata. Il 27 ottobre 1942, le guardie dissero a Helmuth Hübener che Adolf Hitler aveva personalmente rifiutato di commutare in ergastolo la sua condanna a morte. La sentenza venne eseguita la sera stessa, alle 20:13, nella sala delle esecuzioni della prigione di Plötzensee a Berlino, dove fu decapitato con la ghigliottina dal boia nazista Wilhelm Röttger, noto per le migliaia di esecuzioni di ebrei, oppositori al regime e condannati per i più svariati capi d'accusa.
I suoi compagni hanno potuto raccontare negli anni successivi le vicende della loro prigionia: Rudolf Wobbe fu dapprima recluso in Polonia e, con l'avvicinarsi dell'Armata Rossa, rientrò in Germania, dove fu liberato e tornò in famiglia il 2 giugno 1945; Karl-Heinz Schnibbe, invece, ebbe vicissitudini più inquietanti quando fu catturato dai sovietici in Cecoslovacchia nell'aprile del 1945 e deportato in URSS, dove trascorse i successivi quattro anni nei campi di lavoro, soffrendo malattie, fame e freddo. Nel 1949 fu rimpatriato e venne ricoverato in ospedale a Gottinga, prima di tornare finalmente ad Amburgo, anche se ancora in mezzo alle rovine di una città fortemente bombardata.

## Le reazioni della Chiesa mormone
Il presidente della chiesa della sua zona, Arthur Zander, era un membro del Partito Nazista che obbligava i fedeli ad ascoltare le trasmissioni radio del partito, arrivando anche alle minacce nei confronti dei recidivi e di coloro che, a suo dire, svolgevano attività sospette anti-governative. Nel 1938 affisse un cartello sulla porta del luogo ove i fedeli si riunivano su cui scrisse che gli ebrei non erano i benvenuti. Ciò era apertamente in contrasto con il presidente del distretto della Chiesa mormone di Amburgo, Otto Berndt, il quale non solo predicava dal pulpito contro il governo, ma incoraggiava i fedeli alla resistenza ed usciva con i convertiti ebrei.
Poco dopo l’arresto di Hübener, Arthur Zander scrisse la parola "scomunicato" sul certificato di appartenenza di Helmuth alla Chiesa mormone, ma il presidente di distretto Berndt si rifiutò di controfirmare la scomunica. Tuttavia, Anthon Huck, componente della presidenza della Missione europea dei mormoni, appose la sua firma. Negli anni che seguirono i dirigenti giustificarono tale gesto nel voler prendere le distanze da Hübener per proteggere i mormoni dall’ira dei nazisti. Al termine della guerra, nel 1948, per procura, Helmuth Hübener fu reintegrato.

## Eredità
Ad Amburgo sono stati intitolati ad Helmuth Hübener un centro giovanile, una scuola ed una strada che portano il suo nome. Nel 2002 uscì negli Stati Uniti il documentario Truth & Conviction - The Helmuth Hübener Story del regista Matt Whitaker, in cui il Premio Nobel Gunter Grass, mentre stava facendo delle ricerche per un suo libro, narra che scoprì casualmente la vera storia, dimenticata, di Helmuth Hübener, un giovanissimo tedesco che ebbe il coraggio di pubblicare e distribuire informazioni ottenute dalle trasmissioni della BBC a quante più persone possibile, coraggio che pagò con la vita. Il documentario raccoglie anche interviste degli amici che lo aiutarono nell'impresa e che furono imprigionati. Whitaker nel 2015 ne ha fatto un vero e proprio film, dal titolo Truth & Treason, affidando l'interpretazione di Hübener a Haley Joel Osment, quella di Schnibbe a Jamie Thomas King e in cui compare anche Max von Sydow.